# Lord Chamberlain

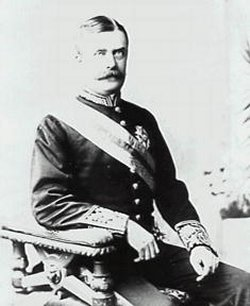
Lord Charles Robert Wynn-Carrington, o Lord Chamberlain do Reino Unido entre 1892 e 1895.

Lord Chamberlain ou Lord Chamberlain of the Household é um dos principais oficiais da Royal Household (Corte Real) do Reino Unido.
O Lord Chamberlain é sempre integrante do Conselho Privado do Reino Unido, normalmente um par do Reino, e antes de 1782 o cargo era de nível ministerial. Até 1924, era um cargo político. Como funcionário-chefe da Corte, ele é o responsável por organizar todas suas funções e é considerado o oficial 'senior' desta corte. Este cargo data da Idade Média, quando o 'King's Chamberlain' assumia o papel de interlocutor do monarca com o Parlamento e o Conselho Privado.
Como principal oficial da corte real, ele supervisiona seus negócios e interesses e faz a ligação com outros oficias da corte, presidindo encontros entre chefes de departamentos e aconselhando na nomeação de outros oficiais 'senior' da corte. Ele também serve como canal de comunicação entre o Soberano e a Câmara dos Lordes. O Escritório do Lord Chamberlain é um departamento da corte real, chefiado pelo "Comptroller". Ele é o responsável por organizar as atividades do cerimonial, incluindo as visitas de Estado, investiduras, festas, recepções, casamentos, funerais e a Abertura do Estado do Parlamento.
O atual Lord Chamberlain do Reino Unido é Andrew Parker, o Barão Parker de Minsmere, empossado em 01 de abril de 2021.

## Censura teatral
O Theatrical Licensing Act deu ao Lord Chamberlain o poder estatutário para censurar e vetar peças de teatro desde 1737. Ele podia impedir a apresentação de qualquer peça, ou qualquer modificação em uma peça já existente, por qualquer motivo, e os donos de teatro poderiam ser processados por encenarem uma peça (ou parte dela) que não tivesse a sua aprovação prévia.
Este ato foi substituído pelo Theatres Act 1843, que restringiu os poderes do ocupante do cargo, de maneira a que ele só pudesse proibir espetáculos que, em sua opinião, "não fosse adequado às boas maneiras, ao decoro e à paz pública." A função de censor inerente ao cargo, foi finalmente abolida pelo Theatres Act 1968. A estreia do musical Hair, naquele ano, na Grã-Bretanha, só pode ser feita após a extinção deste poder, depois que sua exibição já tinha sido negada uma vez pelo Lord Chamberlain.